# 代数・幾何
代数・幾何（だいすう・きか）は、1982年から施行された高等学校学習指導要領において、ベクトル及び行列について理解させ、それらを活用する能力を養うとともに、図形について座標やベクトルを用いて考察する能力を伸ばし、二次曲線や空間図形についての理解を深めることを目的とした数学の科目の一つである。大学の初年次で履修する線形代数の高校生版という雰囲気であった。1994年度から施行された学習指導要領に伴い、廃止された。学習指導要領に示された内容は次のとおりである。

## 目標
ベクトル及び行列について理解させ、それらを活用する能力を養う。また、図形について座標やベクトルを用いて考察する能力を伸ばし、二次曲線や空間図形についての理解を深める。

## 内容
(1) 二次曲線
ア 放物線
イ だ円と双曲線
(2) 平面上のベクトル
ア ベクトルとその演算
イ ベクトルの内積
ウ ベクトルの応用
(3) 行列
ア 行列とその演算
イ 逆行列
ウ 一次変換と写像
[用語・記号]　A-1
(4) 空間図形
ア 空間における点・直線・平面
イ 空間座標
ウ 空間におけるベクトル

## 内容の取扱い
1. 内容の1.については，二次曲線の標準形の方程式について，グラフの概形や焦点を取り扱う程度とする．
2. 内容の3.のアの行列の乗法については，2x2行列までを取り扱うものとする．
3. 内容の4.のアについては，平行，垂直などの位置関係を中心に，三垂線の定理を導く程度の内容を取り扱うものとする．

## 現行課程との関連性
1994年から施行された課程では大体において「数学B」と「数学C」に相当する。ベクトルでは平面の方程式は扱われなかった。行列は「数学C」において、3次元まで扱われるが連立方程式の扱いにとどまり一次変換は扱われなかった。
2003年度から施行された課程では大体において「数学B」と「数学C」に相当する。ベクトルは「数学B」、二次曲線と行列は「数学C」である。ただし、空間における直線・平面・球の方程式は発展的な内容として扱われている。この課程では一次変換が部分的に復活した。2012年度から施行された課程では数学Cは廃止され、1971年頃から高等学校で指導されていた行列という単元そのものが消えた。行列の内容は部分的に新設された数学活用に移行し、理数科向けの科目「理数数学探究」には行列という単元が残ったが、実際には殆ど扱われなかった。2022年から施行の現行課程では数学Cが復活し、ベクトル・複素数平面・二次曲線・数学的な表現の工夫を扱うことになった。行列はこの「数学的な表現の工夫」の主要単元として復活したが、内容は逆行列までの基本演算程度と非常に薄くなっている。その代わり、今回の改訂で高校数学に初登場した離散グラフと行列の関連（隣接行列）が盛り込まれた。また、学習指導要領の数学Cの項には『生徒の特性等によって、本科目の「数学的な表現の工夫」の行列とベクトルを関連させて取り扱うことも考えられる。』との記述があり、学校によっては2003年度課程と同程度の内容を扱う可能性もある。